# Saison 2013-2014 de l'Olympique lyonnais (féminines)
Maillots
Dernière mise à jour : 24 février 2015.
Chronologie
Saison précédente Saison suivante
La saison 2013-2014 de la section féminine de l'Olympique lyonnais est la trente-sixième saison consécutive du club rhônalpins en première division du championnat de France depuis 1978.
En plus de conserver leur suprématie nationale, Patrice Lair et ses joueuses auront pour objectif de retrouver les sommets européens après l'élimination en finale la saison précédente. 
L'Olympique lyonnais va donc évoluer au cours de la saison en Ligue des champions, où le club est exempté de premier tour grâce au bon coefficient UEFA de la France.

## Transferts
Le début de saison est marqué par le départ de Laura Georges et de Sonia Bompastor notamment. Pour pallier l'absence de ces deux joueuses phares, la section recrute Mélissa Plaza (en provenance du Montpellier HSC) mais surtout, la championne du monde en titre japonaise, Saki Kumagai (en provenance du FFC Francfort).
| Été 2013        |             |                        |                        |                   |
| Nom             | Nationalité | Transfert              | Provenance/Destination | Division          |
| Arrivées        |             |                        |                        |                   |
| Saki Kumagai    | Japon       | Contrat de 2 ans       | FFC Francfort          | Frauen-Bundesliga |
| Melissa Plaza   | France      | Contrat de 3 ans       | Montpellier HSC        | Division 1        |
| Megan Rapinoe   | États-Unis  | prêt de 6 mois         | Sounders de Seattle    | W-League          |
| Eve Périsset    | France      | Contrat de 3 ans       | Formée au club         | Formée au club    |
| Départs         |             |                        |                        |                   |
| Laura Georges   | France      | Fin de contrat         | Paris Saint-Germain    | Division 1        |
| Céline Deville  | France      | Fin de contrat         | FCF Juvisy             | Division 1        |
| Ami Otaki       | Japon       | Fin de contrat         | Urawa Red Diamonds     | Nadeshiko League  |
| Shinobu Ohno    | Japon       | Fin de contrat         | AS Elfen Saitama       | Nadeshiko League  |
| Laura Agard     | France      | Fin de contrat         | Toulouse FC            | Division 2        |
| Sonia Bompastor | France      | Fin de carrière        | Fin de carrière        | Fin de carrière   |
| Hiver 2013-2014 |             |                        |                        |                   |
| Nom             | Nationalité | Transfert              | Provenance/Destination | Division          |
| Arrivées        |             |                        |                        |                   |
| Lucie Pingeon   | France      | Contrat de 1 an        | Formée au club         | Formée au club    |
| Noémie Carage   | France      | Contrat de 1 an        | Formée au club         | Formée au club    |
| Départs         |             |                        |                        |                   |
| Megan Rapinoe   | États-Unis  | Résiliation de contrat | Seattle Reign FC       | NWSL              |
| Sabrina Viguier | France      | Fin de contrat         | Göteborg FC            | Damallsvenskan    |

## Stage et matchs d'avant saison
En guise de préparation d'avant saison, l'Olympique lyonnais dispute deux matches amicaux. À noter qu'en janvier 2014, le club affronte l'équipe américaine de Millikin University (Illinois) en match amical et s'impose très largement 32-0. Les lyonnaises remportent également un match amical face à Yzeure (7-0) en avril 2014.

## Parcours en Coupe d'Europe
| Ligue des champions 2013 - 2014 |                  |                                             |                           |                     |          |
| Nb.                             | Date             | Lieu                                        | Compétition               | Adversaire          | Résultat |
| 4.                              | 14 novembre 2013 | Stade de Gerland, Lyon, France              | 1/8 finale retour (dom.)  | FFC Turbine Potsdam | 2 - 1    |
| 3.                              | 10 novembre 2013 | Karl-Liebknecht-Stadion, Potsdam, Allemagne | 1/8 finale aller          | FFC Turbine Potsdam | 1 - 0    |
| 2.                              | 16 octobre 2013  | Stade de Gerland, Lyon, France              | 1/16 finale retour (dom.) | FC Twente           | 6 - 0    |
| 1.                              | 9 octobre 2013   | FC Twente Stadion, Enschede, Pays-Bas       | 1/16 finale aller         | FC Twente           | 4 - 0    |

## Parcours en Coupe de France
L'Olympique lyonnais remporte sa sixième Coupe de France à l'issue de cet exercice.
| Coupe de France 2013 - 2014 |                 |                                          |                   |               |          |
| Nb.                         | Date            | Lieu                                     | Compétition       | Adversaire    | Résultat |
| 6.                          | 7 juin 2014     | MMArena, Le Mans, France                 | Finale            | Paris SG      | 2 - 0    |
| 5.                          | 11 mai 2014     | Stade Léo-Lagrange, Soyaux, France       | 1/2 finale        | Soyaux        | 3 - 0    |
| 4.                          | 13 avril 2014   | Stade de Gerland, Lyon, France           | 1/4 finale (dom.) | Montpellier   | 6 - 0    |
| 3.                          | 16 mars 2014    | Plaine des Jeux de Gerland, Lyon, France | 1/8 finale (dom.) | Saint-Étienne | 3 - 0    |
| 2.                          | 16 février 2014 | Stade de la Bâtie, Claix, France         | 1/16 finale       | Claix         | 6 - 0    |
| 1.                          | 25 janvier 2014 | Stade Paul-Robbe, Pontarlier, France     | 2e tour           | Pontarlier    | 18 - 00  |

## Parcours en Championnat de France
L'Olympique lyonnais remporte son douzième titre national, son huitième consécutif.
| Saison 2013 - 2014 |                    |                                          |                    |                |          |
| Nb.                | Date               | Lieu                                     | Compétition        | Adversaire     | Résultat |
| 22.                | 1er juin 2014      | Stade de Gerland, Lyon, France           | 22e journée (dom.) | Henin-Beaumont | 7 - 0    |
| 21.                | 24 mai 2014        | Stade Fred-Aubert, Saint-Brieuc, France  | 21e journée        | Guingamp       | 5 - 1    |
| 20.                | 17 mai 2014        | Stade de Gerland, Lyon, France           | 20e journée (dom.) | Montpellier    | 2 - 1    |
| 19.                | 19 avril 2014      | Stade Camille-Lebon, Angoulême, France   | 19e journée        | Soyaux         | 5 - 0    |
| 18.                | 30 mars 2014       | Stade Paul-Lignon, Rodez, France         | 17e journée        | Rodez          | 2 - 1    |
| 17.                | 23 mars 2014       | Plaine des Jeux de Gerland, Lyon, France | 18e journée (dom.) | Yzeure         | 1 - 0    |
| 16.                | 23 février 2014    | Stade de Gerland, Lyon, France           | 16e journée (dom.) | Saint-Étienne  | 4 - 1    |
| 15.                | 1er février 2014   | Stade François-Blin, Avion, France       | 15e journée        | Arras          | 11 - 20  |
| 14.                | 18 janvier 2014    | Stade de Gerland, Lyon, France           | 14e journée (dom.) | Paris SG       | 1 - 0    |
| 13.                | 22 décembre 2013   | Stade Clément-Ader, Muret, France        | 13e journée        | Muret          | 7 - 0    |
| 12.                | 15 décembre 2013   | Stade Robert-Bobin, Bondoufle, France    | 12e journée        | Juvisy         | 4 - 0    |
| 11.                | 8 décembre 2013    | Stade de Gerland, Lyon, France           | 11e journée (dom.) | Guingamp       | 5 - 0    |
| 10.                | 1er décembre 2013  | Stade de la Mosson, Montpellier, France  | 10e journée        | Montpellier    | 4 - 1    |
| 9.                 | 17 novembre 2013   | Plaine des Jeux de Gerland, Lyon, France | 9e journée (dom.)  | Soyaux         | 5 - 0    |
| 8.                 | 3 novembre 2013    | Stade de Bellevue, Yzeure, France        | 8e journée         | Yzeure         | 1 - 0    |
| 7.                 | 20 octobre 2013    | Plaine des Jeux de Gerland, Lyon, France | 7e journée (dom.)  | Rodez          | 4 - 0    |
| 6.                 | 13 octobre 2013    | Stade G.-Guichard, Saint-Étienne, France | 6e journée         | Saint-Étienne  | 5 - 1    |
| 5.                 | 6 octobre 2013     | Plaine des Jeux de Gerland, Lyon, France | 5e journée (dom.)  | Arras          | 3 - 2    |
| 4.                 | 29 septembre 2013  | Stade Charléty, Paris, France            | 4e journée         | Paris SG       | 3 - 0    |
| 3.                 | 15 septembre 2013  | Plaine des Jeux de Gerland, Lyon, France | 3e journée (dom.)  | Muret          | 10 - 10  |
| 2.                 | 7 septembre 2013   | Stade de Gerland, Lyon, France           | 2e journée (dom.)  | Juvisy         | 3 - 0    |
| 1.                 | 1er septembre 2013 | Stade O.-Birembaut, H. Beaumont, France  | 1re journée        | Henin-Beaumont | 04 - 00  |

### Classement
| Rang | Équipe                 | Pts | J  | G  | N | P  | Bp | Bc  | Diff |
| ---- | ---------------------- | --- | -- | -- | - | -- | -- | --- | ---- |
| 1    | Olympique lyonnais T C | 85  | 22 | 21 | 0 | 1  | 95 | 12  | +83  |
| 2    | Paris SG               | 78  | 22 | 18 | 2 | 2  | 81 | 10  | +71  |
| 3    | FCF Juvisy             | 77  | 22 | 18 | 1 | 3  | 64 | 24  | +40  |
| 4    | Montpellier HSC        | 68  | 22 | 15 | 1 | 6  | 67 | 20  | +47  |
| 5    | EA Guingamp            | 49  | 22 | 7  | 6 | 9  | 29 | 43  | -14  |
| 6    | ASJ Soyaux P           | 47  | 22 | 7  | 4 | 11 | 32 | 49  | -17  |
| 7    | Rodez AF               | 45  | 22 | 6  | 5 | 11 | 29 | 46  | -17  |
| 8    | Arras FCF              | 44  | 22 | 6  | 4 | 12 | 27 | 56  | -29  |
| 9    | AS Saint-Étienne       | 43  | 22 | 5  | 6 | 11 | 23 | 35  | -12  |
| 10   | FCF Hénin-Beaumont P   | 43  | 22 | 5  | 6 | 11 | 27 | 56  | -29  |
| 11   | FF Yzeure              | 39  | 22 | 5  | 2 | 15 | 19 | 41  | -22  |
| 12   | AS Muretaine P         | 23  | 22 | 0  | 1 | 21 | 8  | 109 | -101 |

| Légende : | Légende : |
| --------- | --- |
|           | Qualifié pour la Ligue des champions 2014-2015 (Seizièmes de finale). |
|           | Relégué en Division 2. |
|           | T Tenant du titre. P Promu de Division 2. C Vainqueur de la Coupe de France 2013-2014. Pts points ; G victoires ; N match nuls ; P défaites Bp buts marqués ; Bc buts encaissés ; Diff différence de buts |

### Évolution du classement
Leader du championnat

## Statistiques individuelles

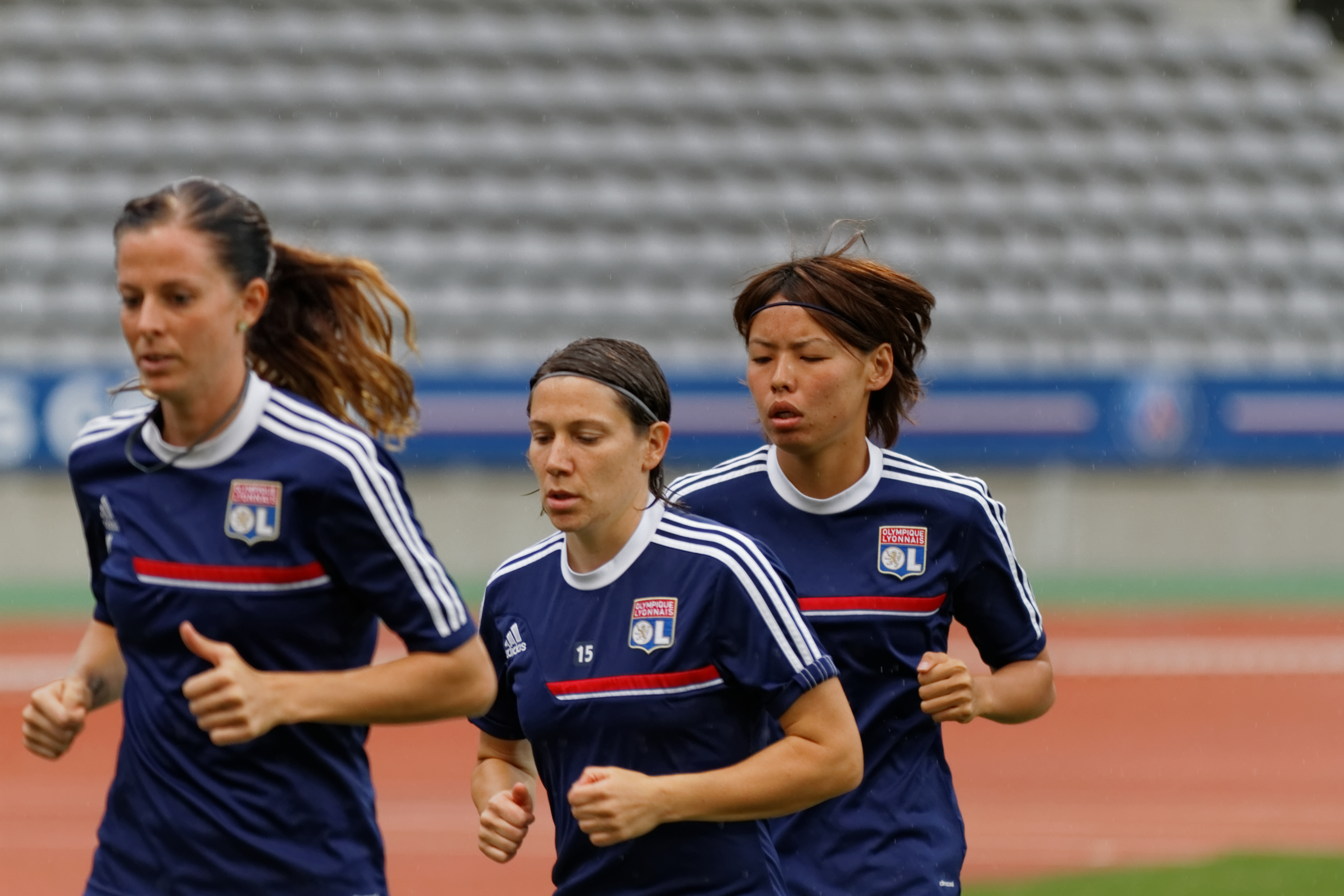
Échauffement avant la rencontre contre le Paris Saint-Germain à la 4e journée de championnat.

| Nb.                 | Joueuse             | Total | Championnat | Coupe de France | Ligue des champions |
| 1.                  | Lotta Schelin       | 23    | 12          | 9               | 2                   |
| 2.                  | Laëtitia Tonazzi    | 21    | 15          | 4               | 2                   |
| 3.                  | Camille Abily       | 18    | 13          | 4               | 1                   |
| 4.                  | Eugénie Le Sommer   | 17    | 15          | 1               | 1                   |
| 5.                  | Lara Dickenmann     | 11    | 8           | 3               | 0                   |
| 6.                  | Louisa Necib        | 8     | 4           | 1               | 3                   |
| 7.                  | Wendie Renard       | 8     | 7           | 1               | 0                   |
| 8.                  | Saki Kumagai        | 7     | 3           | 3               | 1                   |
| 9.                  | Élise Bussaglia     | 6     | 4           | 1               | 1                   |
| 10.                 | Élodie Thomis       | 5     | 3           | 2               | 0                   |
| 11.                 | Amandine Henry      | 4     | 3           | 1               | 0                   |
| 12.                 | Corine Petit        | 4     | 1           | 3               | 1                   |
| 13.                 | Megan Rapinoe       | 4     | 3           | 0               | 1                   |
| 14.                 | Eve Périsset        | 1     | 0           | 1               | 0                   |
| 15.                 | Melissa Plaza       | 1     | 0           | 1               | 0                   |
| 16.                 | Makan Traoré        | 1     | 0           | 1               | 0                   |
| But contre son camp | But contre son camp | 6     | 4           | 2               | 0                   |
| Total Général       | Total Général       | 145   | 95          | 38              | 12                  |

## Chiffres marquants
- 1300e but de l'histoire de l'OL : Saki Kumagai (en championnat de D1, face à Muret (10-1), le 15 septembre 2013).

- 100e but d'Eugénie Le Sommer sous les couleurs de l'OL : en championnat de D1, face à Muret (10-1), le 15 septembre 2013.

- 200e but de l'histoire en Ligue des Champions féminine : Lotta Schelin (face à Twente (6-0), le 16 octobre 2013).

- 150e but de Lotta Schelin sous les couleurs de l'OL : en championnat de D1, face à Soyaux (5-0), le 17 novembre 2013.

- 900e but de l'histoire en championnat de D1 : Laëtitia Tonazzi (face à Guingamp (5-0), le 8 décembre 2013).

- 250e but de l'histoire en Coupe de France féminine : Lotta Schelin (à Pontarlier (18-0), le 25 janvier 2014).

- 55e joueuse à avoir inscrit au moins 1 but avec l'OL : Mélissa Plaza (en Coupe de France, à Pontarlier (18-0), le 25 janvier 2014).

- 100e but inscrit dans la saison : Laëtitia Tonazzi (en Coupe de France, à Claix (6-0), le 16 février 2014).

- 1400e but de l'histoire de l'OL : Elise Bussaglia (en championnat de D1, à Rodez (2-1), le 30 mars 2014).